# Исихий (Кондояннис)
Митрополи́т Иси́хий (греч. Μητροπολίτης Ἡσύχιος, в миру Или́ас Кондоя́ннис, греч. Ἡλίας Κοντογιάννης; род. 1944, Ахарне) — епископ Иерусалимской православной церкви, митрополит Капитолиадский.

## Биография
20 октября 1958 года прибыл в Иерусалим. 18 декабря 1961 года принял монашеский постриг с именем Исихий, а на следующий день был рукоположён в сан иеродиакона. В 1962 году окончил Патриаршую школу Иерусалиме.
В 1964 году последовало его рукоположение в сан иеромонаха. Игуменствовал в Караке. В 1967 году был возведен в сан архимандрита.
В 1975 году окончил юридический факультет Афинского университета.
26 августа 1976 года был назначен членом хозяйственного и образовательного отделов Иерусалимской Патриархии. 7 февраля 1978 года стал председателем церковного суда в Иоппии (Яффе). В феврале 1981 года назначен патриаршим эпитропом в Аккре.
16 марта 1984 года был избран епископом Авилонским с назначением патриаршим епитропом в Ирбиде, Иордания. 26 марта того же года состоялась его епископская хиротония.
10 ноября 1991 году назначен архиепископом Капитолиадским.
В 1993 году Иерусалимский Патриархат принял решение о восстановлении ранее существовавшей епархии в Австралии, управляющим которой в должности экзарха был назначен архиепископ Исихий. Это решение вызвало крайне резкую реакцию Константинопольского Патриархата, считавшего что только он имеет право окормлять греческую диаспору. На состоявшемся в Стамбуле 30-31 июля 1993 года заседании расширенного Синода Константинпольской Православной Церкви с участием предстоятелей и представителей ряда грекоязычных Церквей архиепископ Исихий, архиепископ Лиддский Тимофей (Маргаритис) и несколько других клириков были лишены священного сана, а Патриарх Иерусалимский Диодор был осуждён за восстановление юрисдикции в Австралии и по ряду обвинениям, включая «богохульное нарушение» канонов, соблазн и разделение греческого народа; было прекращено его поминовение в диптихах КПЦ, однако по «милости и человеколюбию» ему было дано время на покаяние до праздника Рождества Христова под угрозой лишения сана. После того как правительство Греции выступило с заявлением о прекращении выдачи Иерусалимской Церкви денежного пособия, патриарх Диодор отказался от организации экзархата в Австралии и в иных странах; его поминовение в диптихах КПЦ было возобновлено, а лишённые сана клирики, в том числе архиепископ Исихий, были восстановлены.
В 1994 году возведён в достоинство митрополита и назначен заместителем председателя Хозяйственного отдела и председателем Отдела недвижимости Патриархии.
В 2001 году был назначен членом Священного Синода Иерусалимской Православной Церкви, главой налоговой инспекции школ Иерусалима и начальником отдела печати и информации.
В 2003 году назначается Патриаршим эпитропом.
В 2005 году — советником Патриархии по правовым вопросам.
В 2009 году назначен директором школ Иерусалимского Патриархата.
21 сентября 2012 году решением Священного Синода назначен Патриаршим эпитропом (местолюстителем).
23 июня 2014 года решением Священного Синода назначен председателем Экономического комитета, с сохранением должности Патриаршего Местоблюстителя.
3 сентября 2015 года решением Священного Синода официальными представителями на 5-й предсоборной конференции в Центре Константинопольского Патриархата в Шамбези перед Созывом Всеправославного собора 2016 года.
24 февраля 2017 года решением Священного Синода назначен председателем Комитета по экономическим вопросам с сохранением должности председателя Земельного Комитета.
В 2018 году оказался втянутым в гомосексуальный скандал, в связи с чем Патриарх Иерусалимский Феофил III назначил специальную следственную комиссию. По итогам расследования инцидента Патриарх Феофил III принял решение об увольнении Исихия с должности Патриаршего местоблюстителя. В своем заявлении Феофил III подчеркнул, что никто не может стоять выше церковных законов, независимо от своего статуса, сана или национальной принадлежности". 15 мая того же года должность патриаршего эпитропа перешла к архиепископу Константинскому Аристарху (Перистерису).
30 декабря 2021 решением Священного Синода Иерусалимского патриархата вновь назначен на должность патриаршего эпитропа.